# Шу (город)
Шу (каз. Шу, до 1993 года Чу) — город районного подчинения в Шуском районе Жамбылской области Казахстана. Узловая железнодорожная станция на Турксибе.
4 мая 1993 года постановлением Президиума Верховного Совета Казахстана транскрипция названия города Чу на русском языке была изменена на Шу.
Является вторым по численности населения городом в области после областного центра города Тараза (Джамбула).

## География
Расположен на левом берегу реки Чу (каз. Шу), в 265 км к северо-востоку от областного центра города Тараза и примерно в 7 км к югу от районного центра села Толе би.
Город Шу — крупный транспортный узел, имеет выгодное транспортно-географическое положение. В городе находится крупнейшая узловая станция на Турксибе, связывающая юг и юго-восток Казахстана с центральной и северо-восточной частью республики и соседними государствами. Дороги республиканского значения Р-29 и Р-30 дают выход на дорогу А-2. Благодаря удобному расположению на узловой станции Шу неофициально называют «столицей Турксиба».

## История
История города Шу ведёт начало с 1928 году в связи со строительством Турксибской железнодорожной магистрали. До этого момента, в этой местности не было населённых пунктов. Таким образом появилась станция Чу и предприятия железнодорожного транспорта для обслуживания железной дороги.
Стали отовсюду приезжать и обосновываться рабочие-железнодорожники, строители и другие специалисты. Вначале они жили в двухосных вагончиках. Постепенно по обеим сторонам от железнодорожной линии стали строиться жилые дома и административные здания. Первый железнодорожный вокзал представлял собой грузовой вагон. Основной вокзал был построен в 1932 году.
В 1929 году было открыто паровозное депо, предназначенное для осмотра поездов. Основа нынешнего депо была заложена в 1933—1935 годах. Условия труда были тяжёлыми. Но несмотря на это коллектив этого предприятия к 1935 году стал одним из лучших на Турксибе.
В 1929 году был образован Шуский поселковый совет, в состав которого вошли близлежащие станции и разъезды. В этом же году был избран первый председатель.
В 1930-е годы поселение стало быстро развиваться. В 1931 году были сданы в эксплуатацию железнодорожная поликлиника и больница на 50 мест. Построились русская и казахская школы имен Абая (с 1927 года) и имени Ы.Алтынсарина (с 1938 года). А в 1934 году силами общественности и учащихся школ был заложен парк железнодорожников, построено здание Дома культуры Железнодорожников.
В поселении Коскудук, располагавшимся рядом с Чу в 1929 году открыта первая начальная школа. В 1937 году она стала семилетней, а в 1939 году — средней школой.
В тридцатые годы между станцией Чу и населённым пунктом Коскудук был открыт Шуский базар. Здесь проходила не только торговля, но многие культурно-общественные мероприятия, организовывались различные игры, айтысы. Рынок считался местом развлечений и отдыха.
Решением Центрального Исполнительного комитета Казахской ССР от 29 декабря 1937 года в связи с увеличением численности местного населения станция Чу стала именоваться поселком городского типа.
До этого времени многоэтажных домов в посёлке практически не было. В двухэтажных зданиях размещались железнодорожная полиция и два жилых дома для учителей, а также две железнодорожные школы и интернат. Все остальные дома были барачного типа. С развитием посёлка началось многоэтажная застройка. Отделением строительного треста «Казахтрансстрой» были возведены многоэтажные дома нынешнего микрорайона «Запад» и стадион «Локомотив».
В 1953 году в связи с открытием железнодорожной ветки Мойынты-Чу станция Чу стала узловой. Этот факт определил посёлок на дальнейшее развитие. В 1955 году было сдано в эксплуатацию новое тепловозное депо.
В связи с декабрьским Указом Верховного Совета Казахской ССР от 1960 года посёлок городского типа Чу получил статус города районного значения и был избран первый председатель городского исполнительного комитета. В эти годы строятся предприятия по ремонту сельскохозяйственных машин и производству сахара. Здесь был создан производственно промышленный регион с центром в городе Чу.
В 1964 году была открыта средняя школа имени Гани Муратбаева.
Указом Верховного Совета Казахской ССР от 4 ноября 1965 года Шу получил статус города областного подчинения. Была создана система административного управления городом.
В 1990-е годы после распада СССР для города начались тяжёлые времена. В итоге деиндустриализации прежде всего закрылись крупные градообразующие предприятия — ремонтно-механический и сахарный заводы, а также ряд других предприятий. Также перестали функционировать многие учреждения сферы услуг. 4 мая 1993 года Постановлением Президиума Верховного Совета Казахстана транскрипция названия города Чу на русском языке была изменена на Шу. А 1 апреля 1997 года город вновь стал городом районного подчинения.

## Население
| 1939    | 1959    | 1970    | 1979    | 1989    | 1999    | 2009    |
| ------- | ------- | ------- | ------- | ------- | ------- | ------- |
| 18 343  | ↗29 632 | ↗34 314 | ↘33 393 | ↗37 395 | ↘34 999 | ↗36 531 |
| 2021    |         |         |         |         |         |         |
| ↗44 814 |         |         |         |         |         |         |

На начало 2019 года, население города составило 36 648 человек (18 101 мужчина и 18 547 женщин).
На 1 января 2023 года численность населения города составляла 45 447 человек, в том числе мужчины — 22 030 человек, женщины — 23 417 человек.

## Экономика
Своим развитием город обязан Турксибу на котором и сейчас располагается. С началом своего основания город Шу развивался как промышленно-транспортный центр на юге Жамбылской области. Основными составляющими экономики являлись железная дорога и предприятия железнодорожного транспорта. После обретения посёлком городского типа статуса города в Шу начался промышленный бум. С 1960 годов строятся предприятия машиностроительной и пищевой промышленности.
«Шуский локомотиворемонтный завод» (филиал ТОО «Камкор Локомотив») в связи с закрытием многих предприятий в городе, завод официально стал градообразующим предприятием. Был основан в 1929 году как паровозное депо для обслуживания железнодорожного транспорта. В советские времена депо стало основной базой производства этого вида ремонта на Казахской дороге. По новой технологии ускорился выпуск тепловозов и улучшилось качество ремонта. С 1970-х годов депо велось строительство новых цехов и социальных объектов. С 1999 года депо реорганизовалось в тепловозоремонтный завод, с 2004 года в АО «Маскат А». На данный момент предприятие входит в структуру ТОО «Камкор Локомотив», основным направлением деятельности является ремонт и техническое обслуживание тепловозов.
На предприятии действуют 18 цехов, среди них эксплуатационное локомотиворемонтное депо, филиал АО «КТЖ-Грузовые перевозки». Общее число работников составляет 1250 человек.
Шуский ремонтно-механический завод был введён в строй в 1961 году. С момента начала деятельности представлял собой мастерские по ремонту сельскохозяйственного оборудования. Позже переквалифицировался в завод, осуществляя ремонт и техническое обслуживание сельскохозяйственных машин. В 1990-е годы был выведен из государственной собственности, приватизирован, но затем окончательно закрылся.
Шуский сахарный завод. Строительство сахарного завода началось в 1959 году. В 1963 году завод начал свою деятельность. Сахарная свёкла выращивалась в этой местности и доставлялась прямо на завод. В сутки предприятие производило до 2,5 тонн сахара. В 1990-е годы в условиях рыночной экономики завод был выведен из государственной собственности, закрыт и разрушен.
Шуский мукомольный комбинат был открыт в 1931 году как пункт по приёму зерна. Позже получил название Шуская реалбаза. Сейчас продолжает свою деятельность как предприятие по производству муки.
Крупная узловая железнодорожная станция на участке Алма-Ата — Тараз Турксиба, здесь с ним соединяется линия, идущая на север, к Астане и Петропавловску.
В советские времена работал ряд других предприятий в отрасли легкой промышленности (швейная фабрика, артели), лесозаготовительной промышленности (леспромхоз по заготовке саксаула), производства строительных материалов (завод ЖБИ). Некоторые из них прекратили существование в 1990-х.

## Современность
В настоящее время Шу — город с населением около 40 000 человек. Он по-прежнему крупный транспортный узел на юге страны. Здесь всё также имеется узловая станция, одна из крупнейших в республике. Помимо железной дороги, в городе работают локомотиворемонтный завод и депо, являясь градообразующими предприятиями. В центре города располагается крупный рынок с торговыми центрами, как место заработка.
С нехваткой рабочих мест из города уезжает население и появляется безработица. Но сейчас основным местом работы является сфера услуг. В городе массово строятся и открываются торговые центры, кафе и рестораны, гостиницы и отели, дома отдыха и места для развлечений. Открываются страховые компании и филиалы банков.
Помимо всего прочего, создаются зоны отдыха, детские и спортивные площадки, благоустраиваются парки и скверы, устанавливаются фонтаны, озеленяют улицы.
В рамках государственной программы «7-20-25» в городе реставрируются брошенные с 90-х годов многоэтажные дома. Первые семьи уже получили ключи от квартир.

### Открывающиеся перспективы
В 15 километрах к югу от города начинается возведение промышленного кластера. В 2012 году был подписан указ Президента РК Нурсултана Назарбаева о создании десятой по счету свободной экономической зоны в Казахстане "Химический парк «Тараз» сроком до 2037 года. Целью создания такого проекта является развитие химической промышленности в регионе. Для реализации проекта химического парка выделено 505 га земли, где будет построено порядка 15 заводов. На все планируется затратить 2,5 млрд долларов. Строительство инфраструктуры и организация деятельности крупного промышленного центра начались в 2014 году. Из инфраструктуры сейчас проложены подъездные автомобильные и железнодорожные пути.
На территории СЭЗ уже построена электроподстанция мощностью 500 КВт, которая будет снабжать юг и восток страны. От неё тянутся две линии электропередачи протяжённостью 2,9 километра каждая. Вода на территорию будет поступать из Тасоткельского водохранилища. Уже сейчас проложены водопровод и возведена насосная станция. Газ планируют получать из Азиатского газопровода, на территории химпарка построена газовая станция.
Сейчас планируют открыть 15—16 заводов по производству химической продукции. На первом плане стоят проекты заводов по производству каустической соды и хлора, производству глифосата и треххлористого фосфора. По мимо всего перечисленного на территории будут производить аммиак, полиэтилен, пестициды, перекись водорода и другие.
Ещё создаются проекты по строительству завода по переработке конопли.
Так же планируется возродить производство сахара. Сахарный завод планируют построить в СЭЗ «Химический парк Тараз» за 79,8 млрд тенге. Ожидаемая мощность предприятия составит 8 тыс. тонн в сутки. На данный момент проект находится на стадии проектирования.

## Образование
Школы
В городе имеется 11 школ, среди них школы имени Гани Муратбаева, Турара Рыскулова, Толе би, Абая, Ы. Алтынсарина, Сейфулина, В. И. Ленина, школа № 19 имени А. Макаренко, средняя школа № 40, гимназия № 306 им. Жамбыла, а также лицей «Жібек Жолы».
Среднее профессиональное образование
В городе имеется несколько учреждений среднего профессионального образования. Шуский железнодорожный колледж начал свою работу в 2010 году, сейчас готовит кадры для обслуживания железной дороги и железнодорожного транспорта.
Шуский гуманитарный колледж готовит специалистов для малого и среднего бизнеса, а также преподавателей: казахского языка и литературы, начальной школы, правоведения, физкультуры, изобразительного искусства и черчения. Обучение в колледже идёт на казахском и русском языках.
Гуманитарно-технический колледж «Алмас» работает в двух направлениях: гуманитарном и техническом. В гуманитарном направлении готовит воспитателей, преподавателей начальных классов и библиотекарей. В техническом направлении готовит специалистов в сфере финансового и технического образования. Также готовит кадры по специальностям: вычислительная техника и программное обеспечение, организация дорожного движения, социальная работа, строительство автомобильных дорог и аэродромов, экономика.
Шуский медицинский колледж.
В соседнем селе Толе би работают гуманитарно-технический колледж «Право и бизнес» и колледж № 10.
Дошкольное образование
В городе действуют около 10 детских садов и яслей.

## Культура
Парки
В 1934 году силами общественности и учащихся школ был заложен парк железнодорожников. Здесь же была заложена Аллея Славы. Парк является тихим, спокойным и одним из излюбленных мест в городе. В настоящее время в парке проводятся работы по благоустройству. Здесь проведены работы по озеленению территории, установлены фонтаны. Кроме этого устанавливаются детские игровые и спортивные площадки. Поставлены красивые скамейки и проведены работы по освещению.
Другим местом для отдыха и прогулок является парк «Жеңіс» («Победа»). Был открыт в 2010 году на 50-летие города. Получил название в честь 65-летия Великой Победы. Здесь установлен памятник уроженцу Шуского района Саттару Естемесову — участнику Великой Отечественной войны, Герой Советского Союза. Здесь также проведены работы по благоустройству и озеленению.
Памятники
В 2014—2015 годах был установлен памятник Герою Советского Союза Саду Шакиров. В честь него была названа улица на которой памятник находится.
Шу — город железнодорожников. Учитывая большие заслуги железнодорожников в развитии региона, на 50-летний юбилей города был установлен памятник паровозу Л-3793. Паровоз был собран на Луганском заводе и установлен в сентябре 2010 года в юго-восточной части города, на пересечении улиц Сейфулина и Сатпаева.
На привокзальной площади перед зданием железнодорожного вокзала установлен монумент павшим в Великой Отечественной войне. Перед зданием городской поликлиники установлен памятник Турару Рыскулову.
Кинотеатры, дома культуры
На данный момент в городе работает один кинотеатр — «Cinema park». Он расположен в здании бывшего клуба железнодорожников.
С советских времён и вплоть до 1990-х годов в городе действовал кинотеатр «Саламат».
В парке железнодорожников находилось здание дома культуры. Впоследствии дом культуры был перенесён в район Коскудук.

## Спорт
Спорткомплекс «Тарлан», стадион «Пищевик», стадион «Локомотив», стадион «Кайрат», школа боевых искусств «Латифша».

## Здравоохранение
В Шу действует городская поликлиника и городская больница

## Внутреннее деление
Центральная улица в городе — улица Сатпаева (бывш. улица Первомайская).
Внутреннее деление города Шу представляется 6 городскими районами, несмотря на квартальные размеры:
«Сахарный завод» — внутригородской район города Шу. По величине район является самым большим в городе. Со строительством сахарозавода на другой стороне трасы частным сектором строится посёлок Сахарный. Перед конторой сахарного комбината застраивается жилой квартал. В центре строятся двухэтажные жилые здания, все остальные части частным сектором. На 2-й Автобазовской строится школа им. Муратбаева. На улице Крупской комбинатом строятся стадион, детский сад, кинотеатр «Улан». Новый построенный микрорайон получает название Сахарозаводской. К 1980-м два посёлка преобразовали в район Сахарный завод. Главным предприятием в районе являлся сахарный комбинат. Сейчас район не такой процветающий, как в те годы.
«Запад»
«Вокзал»
«Базар»
«Коскудук»
«Тогай»
«Залиния»
«6 квартал» или микрорайон «Жайсан»
«Жетысу»

## Транспорт
Через город проходят республиканские автодороги Р-29 и Р-30.
Железнодорожная станция Шу.
Автовокзал. На данный момент как автовокзал он не работает. На автовокзале междугородние перевозки осуществляются, но не всегда. Здесь всего лишь отмечаются автобусы и маршрутки которые ездят в Тараз и Бишкек и другие населённые пункты.
По городу действует система внутригородского автобуса.
Некоторые жители городка предпочитают закупать автомобили из Киргизии. Причина является низкая цена автомобилей, ичто привлекло внимания некоторых жителей Шу.

## Галерея

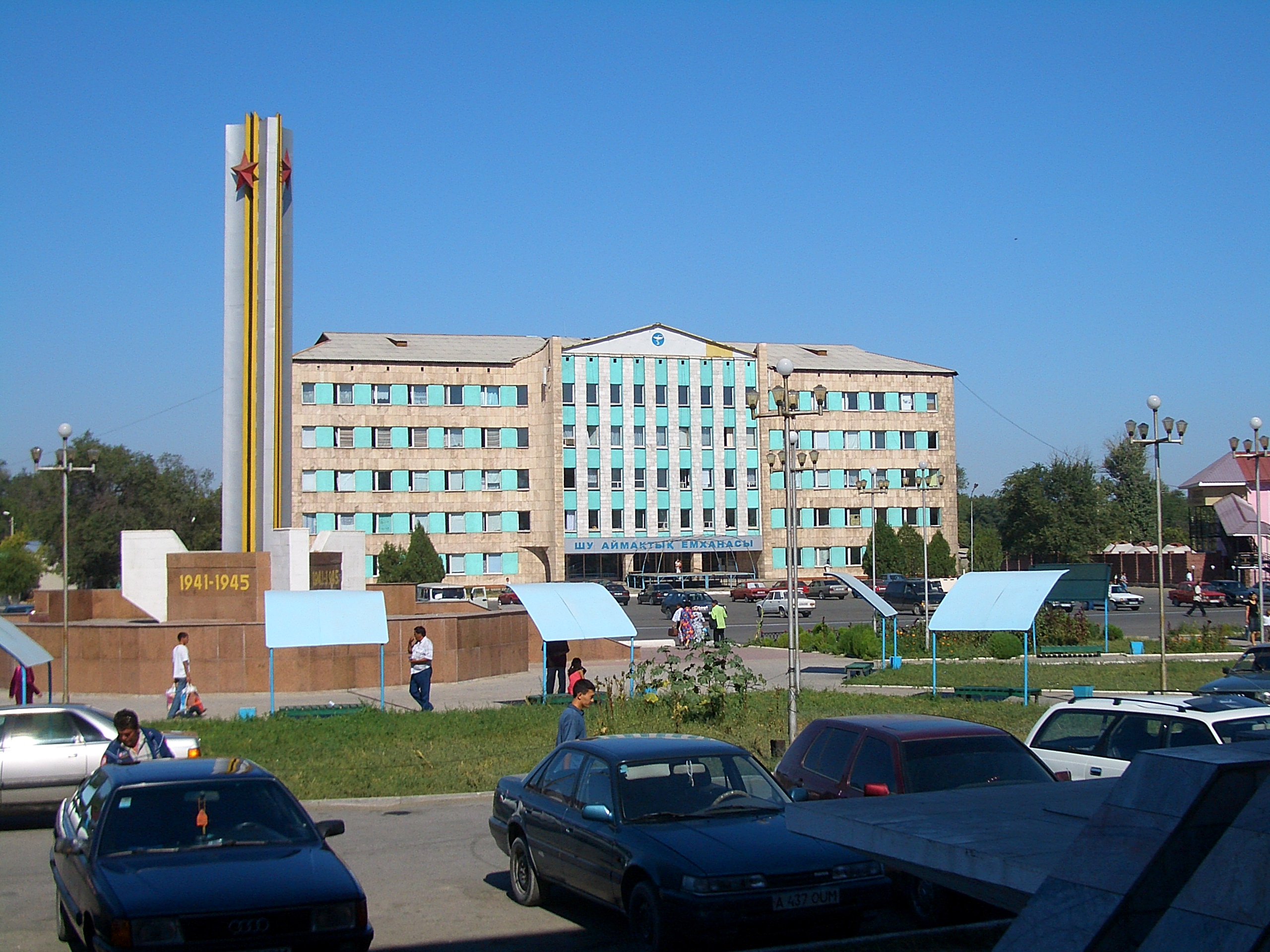
Городская поликлиника и памятник павшим в Великой Отечественной войне
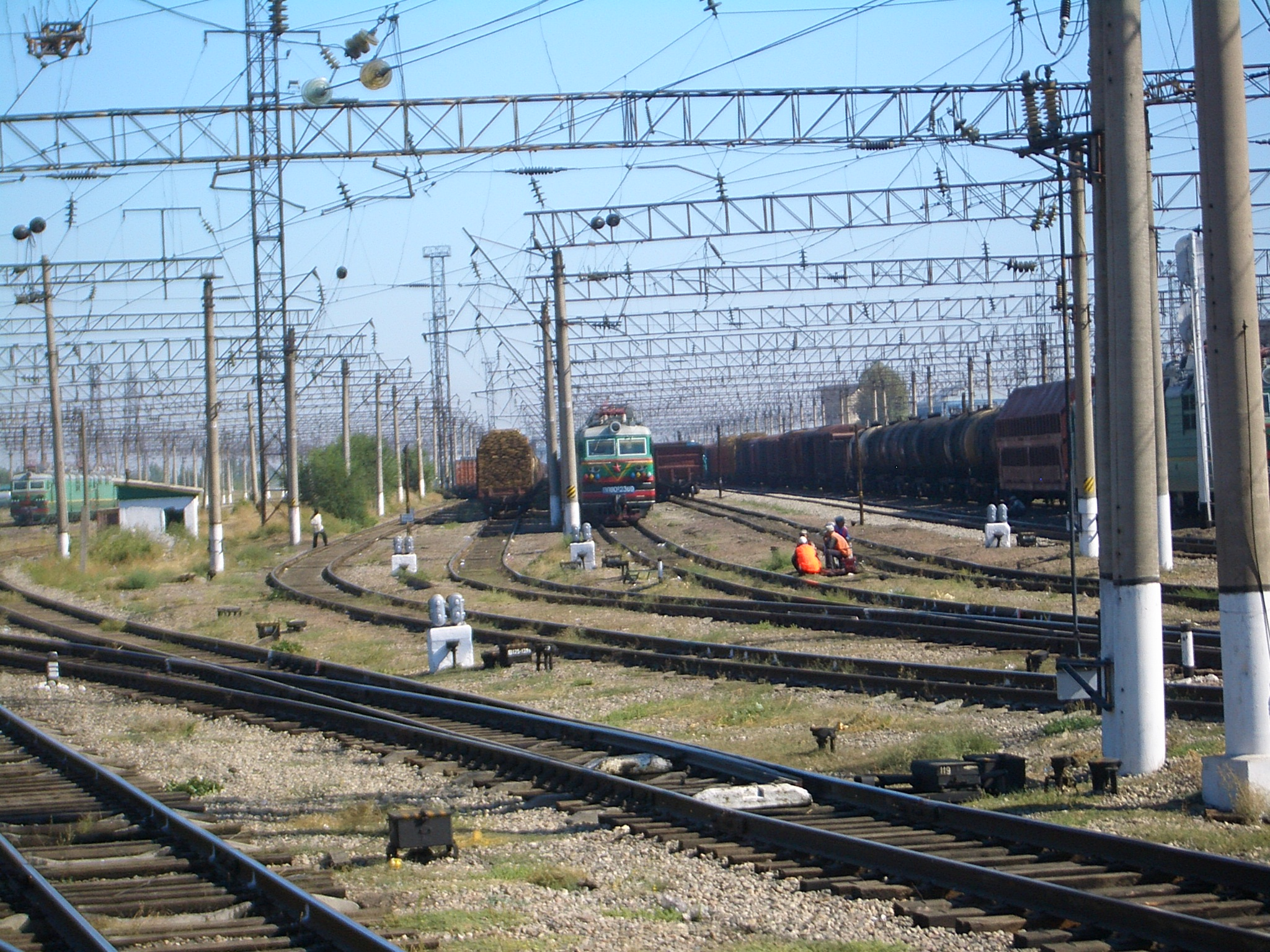
Ж/Д пути
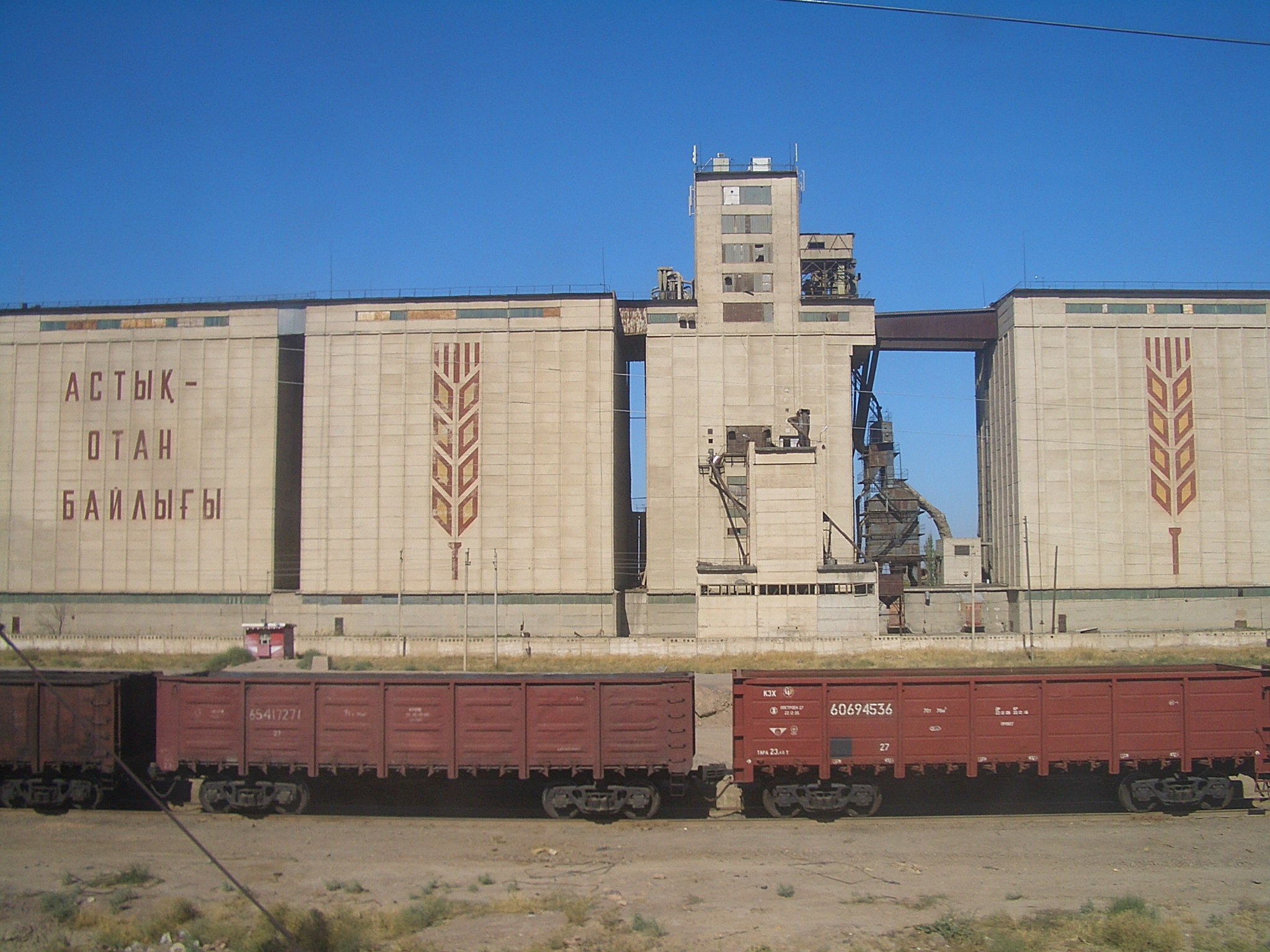
Элеватор к северу от станции